# Paul Hauenschild
Paul Hauenschild (* 24. September 1882 in Hamburg; † 26. April 1962 ebenda) war ein deutscher Fußballfunktionär und Mäzen des Hamburger SV.

## Werdegang

### Hamburger FC 1888
Paul Hauenschild war zunächst Mitglied beim Bergedorfer FC. Am 7. Februar 1905 trat er dem Hamburger FC 1888 bei. Vom Dezember 1912 bis Juli 1914 war er auch dessen erster Vorsitzender. Unter seiner Ägide wurde der Verein am 26. Februar 1914 in Hamburger SV 1888 umbenannt. 1919 gehörte Paul Hauenschild zu den Mitgliedern, die den Zusammenschluss mit dem SC Germania 1887 und FC Falke 06 vorantrieben. Am 16. Mai 1919 wurde auf der Mitgliederversammlung die Fusion beschlossen. Am 2. Juni 1919 traf sich Paul Hauenschild mit dem Präsidenten von Germania, Otto Schwabe, und Vertretern des FC Falke 06, um offiziell zum Hamburger Sport-Verein von 1887 e. V. zu fusionieren.

### Hamburger SV
Paul Hauenschild war im Vereinsleben des Hamburger SV sehr aktiv und unterstützte den Verein auch finanziell. Drei Mal wurde er in das Amt des 1. Vorsitzenden bzw. Präsidenten gewählt.
- 14. Oktober 1921 – 10. August 1922
- 28. Oktober 1927 – 4. Februar 1928
- 8. April 1949 – 27. Januar 1950

Während seiner zweiten Amtszeit leitete er 1928 den Kauf des 130.000 m² großen Geländes am Ochsenzoll in Norderstedt ein, um dort zwölf Sportplätze zu errichten. Es war damals die größte vereinseigene Anlage in Deutschland. Er gründete am 16. März 1928 zusammen mit Henry Barrelet, Emil Martens, Ernst Moss, Henry Krüger, Willo Meyering, Hans Schuhmacher und Walter Tachau den Sportplatz-Verein Ochsenzoll (heute HSV Ochsenzoll-Norderstedt e. V.), zu dessen Nutzung nur der HSV berechtigt war. Unter hohen Kosten wurde das Gelände in das modernste Sportzentrum seiner Zeit umgebaut. Am 12. Dezember 1930 wurde die Anlage eingeweiht. Sie trägt heute den Namen „Paul-Hauenschild-Sportplätze“.
Unter seiner Vereinsführung wurde der HSV am Ende der Saison 1921/22 das erste Mal zum Deutschen Meister erklärt (nachdem zwei Endspiele gegen den 1. FC Nürnberg keine Entscheidung gebracht hatten); man verzichtete aber gleich anschließend „freiwillig“ auf diesen Titel, da der süddeutsche Fußballverband mit einem Austritt aus dem DFB drohte.
Paul Hauenschild war seit 1922 auch langjähriger Vorsitzender des Bezirks III (Groß-Hamburg) im NFV, vergleichbar dem heutigen Hamburger Fußball-Verband.
Zum 1. Mai 1933 trat er der NSDAP bei (Mitgliedsnummer 3.039.475).

## Tod und Gedenken

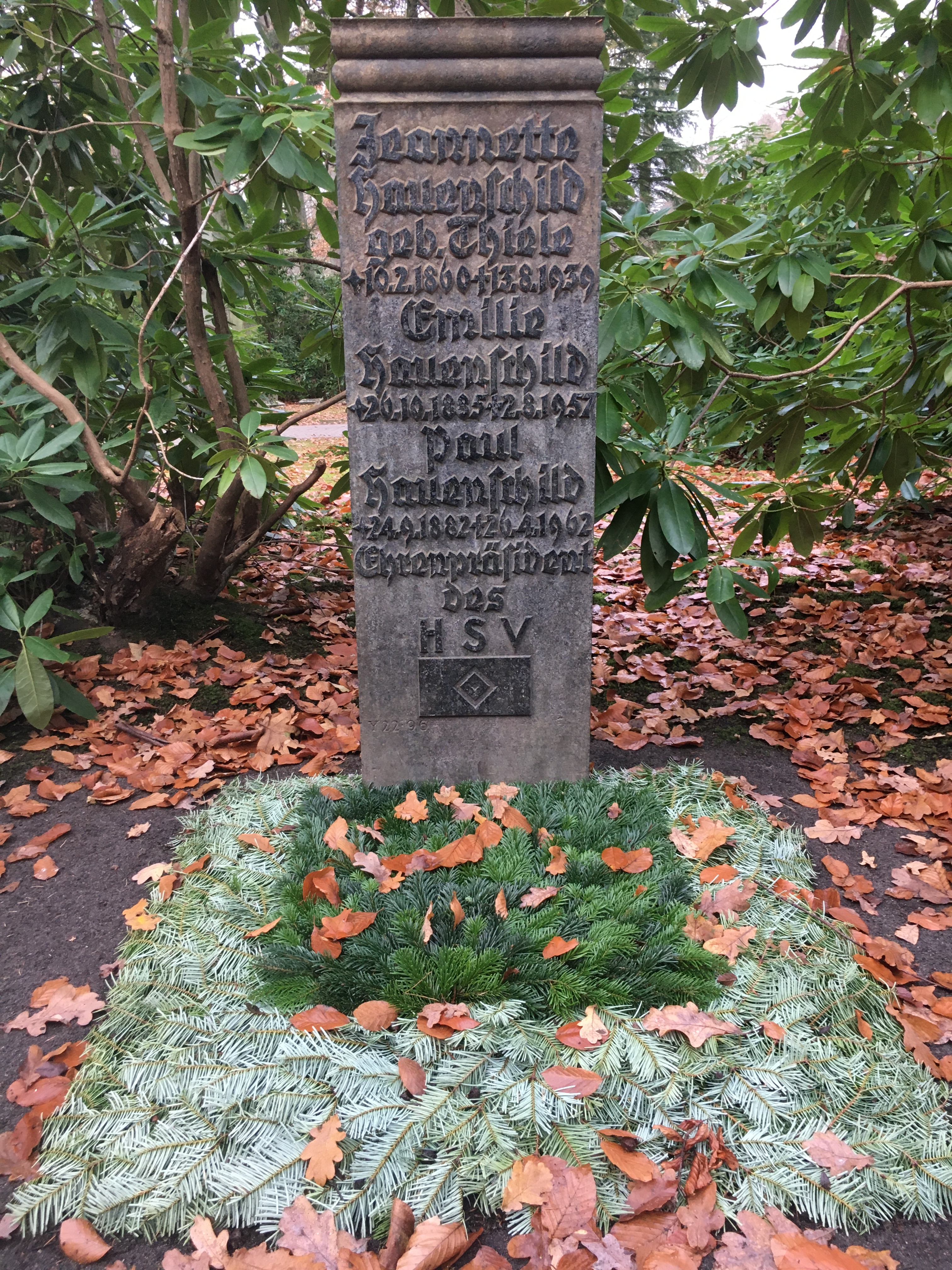
Grabstätte auf dem Friedhof Ohlsdorf

Paul Hauenschild gilt als der größte Förderer in der Geschichte des Hamburger SV und blieb dem Verein bis zu seinem Tode am 26. April 1962 treu. Er vermachte dem HSV ein Vermögen in Millionenhöhe, zweckgebunden für die Sportanlage in Ochsenzoll. Mit dem Geld wurde 1963 der Bau eines modernen Umkleidehauses und 1965 eine Sporthalle mit 1092 m² Größe finanziert. 1969 begann der Bau eines großen Leistungszentrums, diese Anlage wurde am 24. April 1971 offiziell eingeweiht. 1989 wurde die „Paul-Hauenschild-Stiftung“ gegründet, in die das Erbe von Paul Hauenschild überging. 1999 finanzierte die Stiftung den Bau eines Fußball-Internats (Jürgen-Werner-Schule), die Grundstücksfläche wurde an die Stiftung übertragen.
Paul Hauenschild ruht auf dem Friedhof Ohlsdorf. Die Grabstätte liegt im Planquadrat Y 22 nördlich der Waldstraße.

## Ehrungen
- 1950 – Ehrenpräsident Hamburger SV
- 1957 – Ehrenmitglied Norddeutscher Fußball-Verband (NFV)
- Bis 1962 Träger der goldenen HSV-Ehrennadel (Nach HSV-Satzung wird diese nur an 3 lebende Mitglieder vergeben)
- 1965 – Namensgeber Paul-Hauenschild-Sportplätze (Ochsenzoll)
- 1989 – Namensgeber Paul-Hauenschild-Stiftung
- Namensgebung – Paul Hauenschild Wanderpokal[12]